# Inês de Hohenlohe-Langemburgo
Maria Inês Henriqueta de Hohenlohe-Langemburgo (em alemão:  Marie Agnes Henriette; Langemburgo, 5 de dezembro de 1804 — Haid, 9 de setembro de 1835) foi uma princesa de Hohenlohe-Langemburgo por nascimento e princesa hereditária de Löwenstein-Wertheim-Rosenberg pelo seu casamento com Constantino de Löwenstein-Wertheim-Rosenberg.

## Família
Inês foi a oitava filha e décima criança nascida de Carlos Luís I, Príncipe de Hohenlohe-Langemburgo e da condessa Amália de Solms-Baruth. Os seus avós paternos eram o príncipe Cristiano Alberto de Hohenlohe-Langemburgo e a princesa Carolina de Stolberg-Gedern. Os seus avós maternos eram o conde João Cristiano II de Solms-Baruth e Frederica Luísa Reuss de Köstritz.
Ela teve doze irmãos. Alguns deles eram: Ernesto I, Príncipe de Hohenlohe-Langemburgo, marido de Teodora de Leiningen; Helena, esposa de Eugénio de Württemberg, etc.

## Biografia
No dia 31 de maio de 1829, aos 24 anos de idade, Inês casou-se com Constantino, de 26 anos, na cidade de Rotemburgo do Fulda, no atual estado alemão de Hesse. Constantino e era filho do príncipe Carlos Tomás de Löwenstein-Wertheim-Rosemberga e da condessa Sofia de Windisch-Grätz.
O casal teve dois filhos, um menino e uma menina.
A princesa Inês faleceu aos 30 anos de idade, no dia 9 de setembro de 1835. Foi enterrada no Mosteiro de Engelberg, no município de Großheubach, na Baviera.
O seu viúvo não casou-se novamente, e faleceu alguns anos depois, no dia 27 de dezembro de 1838.

## Descendência
- Adelaide de Löwenstein-Wertheim-Rosenberg (3 de abril de 1831 – 16 de dezembro de 1909), foi a esposa do pretendente ao trono português Miguel I de Portugal, ex-rei de Portugal, com quem teve sete filhos;
- Carlos, 6.° Príncipe de Löwenstein-Wertheim-Rosenberg (21 de maio de 1834 – 8 de novembro de 1921), sucessor do avô paterno. Sua primeira esposa foi Adelaide de Ysenburg-Büdingen. Sua segunda esposa foi a princesa Sofia de Liechtenstein, com quem teve oito filhos.

## Títulos e estilos
- 5 de dezembro de 1804 – 31 de maio de 1829: Sua Alteza Sereníssima Princesa Inês de Hohenlohe-Langemburgo
- 31 de maio de 1829 – 9 de setembro de 1835: Sua Alteza Sereníssima A Princesa Hereditária de Löwenstein-Wertheim-Rosemberga, Princesa de Hohenlohe-Langemburgo